# نیل داجن
نیل داجن (انگلیسی: Neil Dudgeon؛ زادهٔ ۲ ژانویهٔ ۱۹۶۱) بازیگر اهل بریتانیا است. وی از سال ۱۹۸۷ میلادی تاکنون مشغول فعالیت بوده‌است.
از فیلم‌ها یا برنامه‌های تلویزیونی که وی در آن نقش داشته‌است، می‌توان به آدمکشان میدسامر،  نکته باریک، اندکی فراست، شرلوک هلمز و پرونده جوراب ابریشمی و شارپ اشاره کرد.